# Associazione Sportiva Cuoiopelli 1986-1987
Questa pagina raccoglie le informazioni riguardanti l'Associazione Sportiva Cuoiopelli nelle competizioni ufficiali della stagione 1986-1987.

## Rosa
| N. |                   | Ruolo | Calciatore        |
| -- | ----------------- | ----- | ----------------- |
|    | Italia (bandiera) | D     | David Balleri     |
|    | Italia (bandiera) | P     | Andrea Ceccarelli |
|    | Italia (bandiera) | C     | Mario Cecchi      |
|    | Italia (bandiera) | C     | Bruno Ciardelli   |
|    | Italia (bandiera) |       | Costagli          |
|    | Italia (bandiera) | D     | Stefano Da Mommio |
|    | Italia (bandiera) | C     | Paolo Donati      |
|    | Italia (bandiera) |       | Falleni           |
|    | Italia (bandiera) | D     | Giorgio Gasperini |
|    | Italia (bandiera) | D     | Luca Gianfaldoni  |
|    | Italia (bandiera) | A     | Simone Giusti     |

| N. |                   | Ruolo | Calciatore        |
| -- | ----------------- | ----- | ----------------- |
|    | Italia (bandiera) | C     | Giacomo Lari      |
|    | Italia (bandiera) | C     | Paolo Moschetti   |
|    | Italia (bandiera) | D     | David Nannipieri  |
|    | Italia (bandiera) | C     | Giuliano Niccolai |
|    | Italia (bandiera) | A     | Andrea Petroni    |
|    | Italia (bandiera) | P     | Andrea Puggelli   |
|    | Italia (bandiera) | A     | Giuseppe Ragona   |
|    | Italia (bandiera) | A     | Massimo Righetti  |
|    | Italia (bandiera) | A     | Luca Salvadori    |
|    | Italia (bandiera) | C     | Mirko Tinucci     |
|    | Italia (bandiera) | C     | Fabio Vallini     |